# Vena del giro olfatorio
La vena del giro olfatorio es una vena que drena las circunvoluciones olfatorias y desemboca en la vena basilar.